# Lenzburg (Illinois)
Lenzburg és una població dels Estats Units a l'estat d'Illinois. Segons el cens del 2000 tenia 577 habitants.

## Demografia
Segons el cens del 2000, Lenzburg tenia 577 habitants, 217 habitatges, i 169 famílies. La densitat de població era de 179,7 habitants/km².
Dels 217 habitatges en un 36,4% hi vivien nens de menys de 18 anys, en un 53,5% hi vivien parelles casades, en un 18,4% dones solteres, i en un 21,7% no eren unitats familiars. En el 17,5% dels habitatges hi vivien persones soles el 8,3% de les quals corresponia a persones de 65 anys o més que vivien soles. El nombre mitjà de persones vivint en cada habitatge era de 2,66 i el nombre mitjà de persones que vivien en cada família era de 2,91.
Per edats la població es repartia de la següent manera: un 29,8% tenia menys de 18 anys, un 8,3% entre 18 i 24, un 30,2% entre 25 i 44, un 18,9% de 45 a 60 i un 12,8% 65 anys o més.
L'edat mediana era de 35 anys. Per cada 100 dones de 18 o més anys hi havia 95,7 homes.
La renda mediana per habitatge era de 30.417 $ i la renda mediana per família de 35.769 $. Els homes tenien una renda mediana de 29.844 $ mentre que les dones 21.023 $. La renda per capita de la població era de 13.505 $. Aproximadament el 14,5% de les famílies i el 12,7% de la població estaven per davall del llindar de pobresa.

## Poblacions properes
El següent diagrama mostra les poblacions més properes.